# Cume dos Arrebentões
Cume dos Arrebentões é uma elevação portuguesa localizada na freguesia açoriana do Topo, concelho da Calheta, ilha de São Jorge, arquipélago dos Açores.
Este acidente geológico encontra-se geograficamente localizado próximo da Ponta do Topo encontra-se intimamente relacionado com maciço montanhoso central da ilha de são Jorge (Complexo da Serra do Topo) do qual faz parte.
Esta formação geológica localizada a 584 metros de altitude acima do nível do mar apresenta escorrimento pluvial para a costa marítima e deve na sua formação geológica a um escorrimento lávico muito antigo, além de tufos e aglomerados vulcânicos.
Encontra-se no limite entre as bacias hidrográficas das Ribeiras Funda para Norte e da Ribeira das Lexívias para Sul,  próximo do Cabeço da Lagoa entre a Fajã dos Cubres e a Fajã do Nortezinho.